# Pfarrkirche Kaindorf

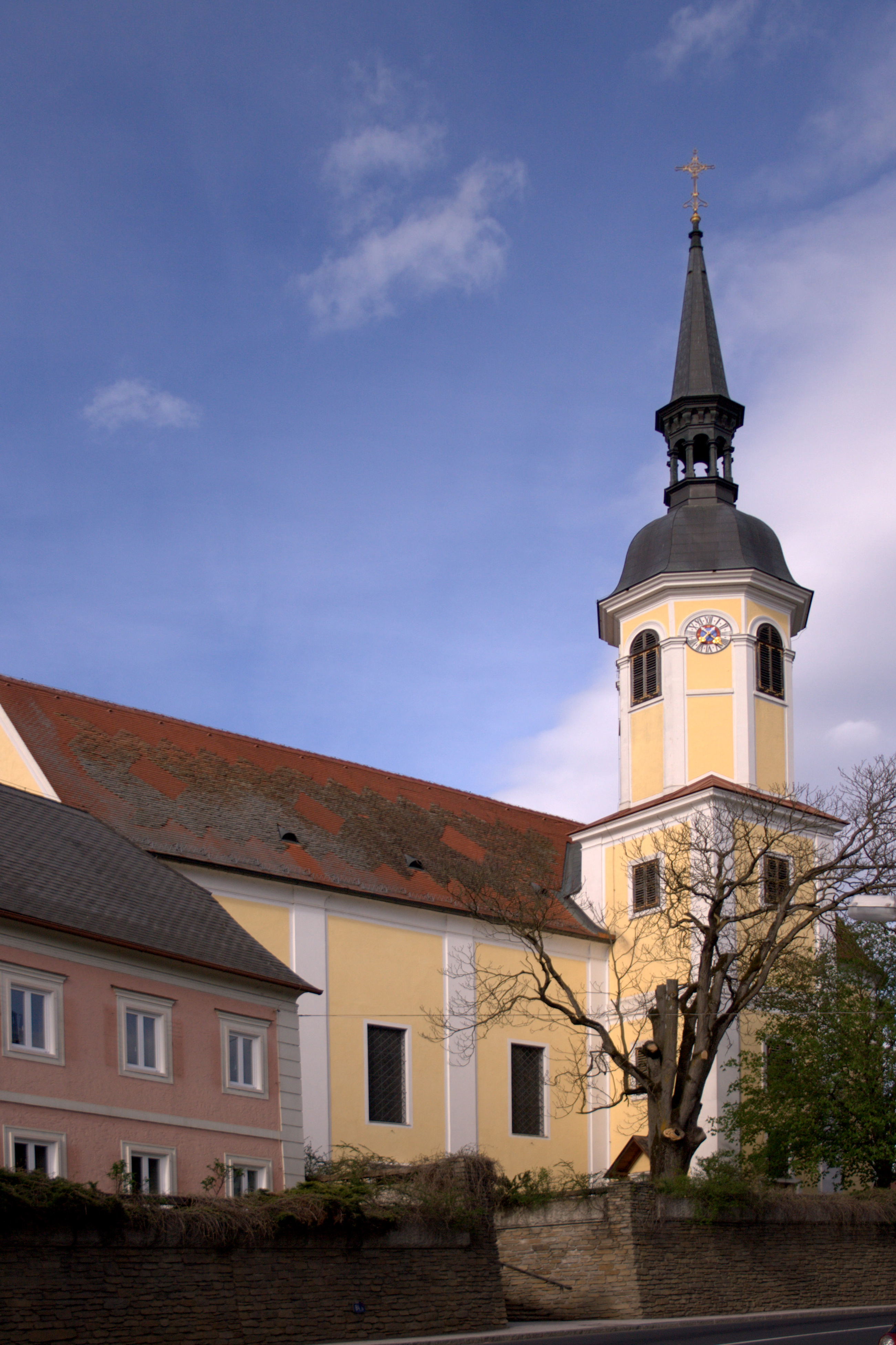
Pfarrkirche hl. Jakobus der Ältere

Die römisch-katholische Pfarrkirche Kaindorf steht auf einer Terrasse neben der Straße im Ort Kaindorf in der Marktgemeinde Kaindorf in der Steiermark. Die Pfarrkirche hl. Jakobus der Ältere gehört zum Dekanat Hartberg in der Diözese Graz-Seckau. Sie steht unter Denkmalschutz.

## Geschichte
Die Kirche wurde urkundlich 1313 genannt und nach 1445 zur Pfarrkirche erhoben. Der mittelalterliche Bau ist im Kern im Untergeschoß des Turmes erhalten. Der heutige Kirchenbau wurde von 1715 bis 1717 mit dem Baumeister Remigius Horner errichtet. 1947 und 1967 fand jeweils eine Innenrestaurierung statt, 1970 wurde die Einrichtung restauriert.

## Architektur
Die Kirche mit einer Lisenen-Außengliederung hat ein vierjochiges Langhaus, an das ein für Horner typischer Drei-Konchen-Chor anschließt. Die dreiachsige Orgelempore steht auf Pfeilern. Innen hat die Kirche dreifach übereinander gelegte Pilaster, auf denen die Gurten der Kreuzgratgewölbe auf Schildbogenfeldern ober den Fenstern aufliegen. Im Süden des vierten Langhausjoches steht der quadratische Turm mit einem achteckigen Glockengeschoß aus der Bauzeit; er hat einen Spitzhelm nach dem Plan von Hans Pascher (1896). Die barocke Sakristei steht an der nördlichen Chorseite. Die Glasfenster im Chor, mit Porträtmedaillons der vier Evangelisten versehen, sind am Beginn des 20. Jahrhunderts in Innsbruck entstanden.
Außen an der Südfront ist ein bemerkenswertes Epitaph zu Friedrich von Teuffenbach, gestorben 1621, angebracht.

## Ausstattung

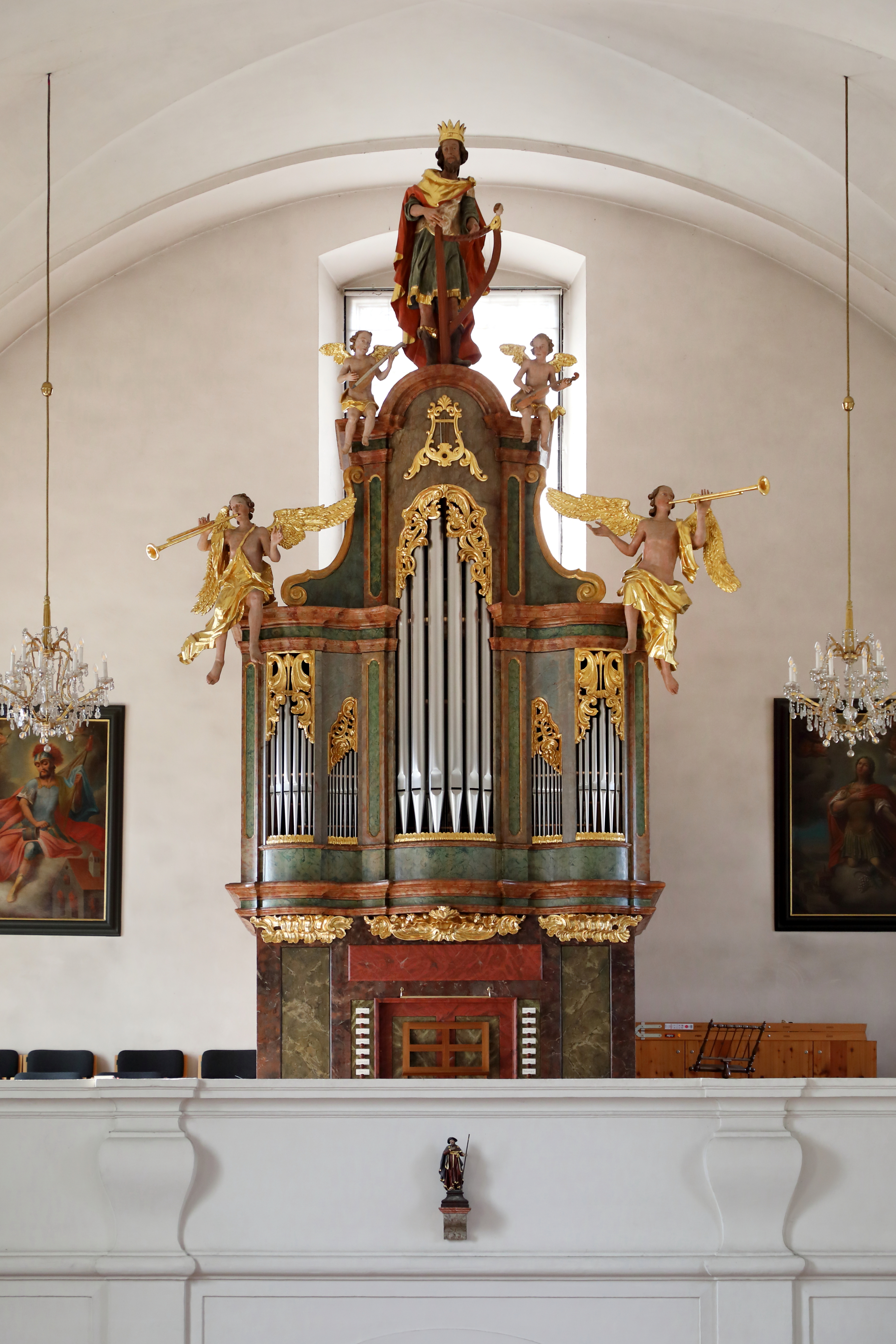
Die Orgel mit einem historischen Prospekt und einem Werk vom Orgelbaumeister Ferdinand Salomon aus dem Jahr 2013

Der Hochaltar nach einem Plan von Remigius Horner ist nicht mehr erhalten. Jener Hochaltar aus 1884 wurde wieder 1967 entfernt. Das Hochaltarblatt aus 1743 zeigt die Aufnahme des hl. Jakobus mit einer Ansicht von Kaindorf, es stammt vom Maler Johann Baptist Scheith. Die Seitenaltäre aus 1887 sind der hl. Maria und der hl. Anna geweiht. Das Oberbild Marienkrönung malte Johann Cyriak Hackhofer im ersten Viertel des 18. Jahrhunderts. In der Turmkapelle steht ein Altar mit dem Bildnis der Kreuzigung aus der ersten Hälfte des 18. Jahrhunderts. Die Kanzel aus 1719, nach einem Entwurf von Remigius Horner, trägt eine Figur des Christus als Weltenrichter auf dem Schalldach.
Die barocke Orgel fertigte der Orgelbauer Ferdinand Schwarz (1750), sie trägt die Figur des König David. Die Orgel wurde 1916 erweitert und erhielt 1927 ein neues Werk der Firma Mauracher.